# Aponogeton tofus
Aponogeton tofus är en enhjärtbladig växtart som beskrevs av Surrey Wilfrid Laurance Jacobs. Aponogeton tofus ingår i släktet Aponogeton och familjen Aponogetonaceae.
Artens utbredningsområde är Northern Territory, Australien. Inga underarter finns listade.